# ヘパリン起因性血小板減少症
ヘパリン起因性血小板減少症（ヘパリンきいんせいけっしょうばんげんしょうしょう、英: heparin-induced thrombocytopenia、略称: HIT）は、抗凝固薬であるヘパリンの投与を原因とする血小板減少症（血小板数の減少）である。血小板はトロンビンを活性化する微粒子を放出するため、HITは血栓症（血管内での血栓の異常形成）の素因となる。血栓症が確認された場合には、その状態はHITT（heparin-induced thrombocytopenia and thrombosis）と呼ばれる。HITは、血小板を活性化する異常な抗体が形成されることによって引き起こされる。ヘパリンを投与されている患者で、血栓症の新規発症や悪化、または血小板数の減少がみられた場合、特異的な血液検査でHITの確認を行うことができる。
HITの治療には、ヘパリン治療の中止、血栓症からの保護、そしてこれ以上血小板数を減少させない薬剤の選択が必要である。こうした目的のためにいくつかの代替薬が利用可能であり、主にダナパロイド、フォンダパリヌクス、アルガトロバン、ビバリルジンが使用される。
ヘパリンは1930年代に発見されていたが、HITは1960年代になって報告された。

## 徴候と症状
ヘパリンは血栓症の予防と治療に利用される場合がある。ヘパリンには、皮下注射または静脈注射が行われる未分画ヘパリンと、一般的に皮下注射が行われる低分子ヘパリンが存在する。一般的に利用される低分子ヘパリン製剤には、エノキサパリン、ダルテパリン、ナドロパリン、チンザパリンがある。
HITでは、血中の血小板数が正常範囲より低下する、血小板減少症と呼ばれる状態がみられる。しかし、出血のリスクが増加するほどには減少しないのが一般的である。そのため、HITの患者の大部分ではいかなる自覚症状もみられない。一般的に、血小板数はヘパリンが初めて投与されてから5–14日後に低下する。過去3か月以内にヘパリンの投与を受けていた場合には、血小板数の低下はより早くみられることがあり、1日以内に発生することもある。
HITの最も一般的な症状は、以前に診断されていた血栓の拡大または拡張、あるいは体内の別の場所での新たな血栓の発生である。動脈または静脈のいずれかに血栓の形で現れ、それぞれ動脈血栓症、静脈血栓症の原因となる。動脈血栓症の例としては、脳卒中、心筋梗塞（心臓発作）、急性下肢虚血などがある。静脈血栓症としては、脚や腕に発生する深部静脈血栓症（DVT）や肺に発生する肺塞栓症（PE）があり、後者は通常、脚から発生して肺に移行する。
ヘパリンの静脈注入を受けている患者では、注入の開始時に発熱、悪寒、高血圧、頻脈、息切れ、胸痛などの症状群（「全身反応」"systemic reaction"）が生じる場合がある。こうした症状はHITの患者の約1/4でみられる。紅斑からなる発疹がみられる場合もある。

## 機構
ヘパリンの投与はHIT抗体の産生を引き起こすことがあり、ヘパリンがハプテンとして作用して免疫系の標的となっている可能性が示唆される。HITにおいては、ヘパリンが血小板第4因子（PF4）と呼ばれるタンパク質に結合している際に免疫系によってヘパリンに対する抗体が形成される。こうした抗体は通常はIgGであり、形成には約5日かかる。しかし、IgG型抗体は一般的に結合相手が除去された後も産生され続けるため、過去数か月間にヘパリンへ曝露されていた人物ではまだ循環IgGが存在している可能性がある。この応答は特定の微生物に対する免疫と類似しているが、HIT抗体は3か月以上は持続しない。HIT抗体はこれまでヘパリンに曝露していない血小板減少症や血栓症の患者にみられることもあるが、大部分はヘパリンを投与されていた患者である。
IgG抗体は血中のヘパリンおよびPF4と複合体を形成する。その後、抗体のテールは血小板表面のタンパク質FcγIIa受容体に結合する。そして、血小板は活性化されて血小板由来マイクロパーティクルが形成され、血栓形成が開始される。その結果として血小板数が減少し、血小板減少症が引き起こされる。加えて、細網内皮系（主に脾臓）が抗体で覆われた血小板を除去することで、血小板減少症にさらに寄与する。
ヘパリンが投与されている人物でのPF4-ヘパリン抗体の形成は一般的であるが、血小板減少症や血栓症を発症するのはその一部である。このことは「氷山現象」（"iceberg phenomenon"）と呼ばれている。

## 診断
ヘパリンの投与を受けた患者の血液検査で血小板数の減少が見られた場合、ヘパリンの投与が既に中止されていても、HITが疑われる。専門家のガイドラインでは、ヘパリンを投与されている患者は、ヘパリン投与中は定期的に血算（血小板数を含む）を行うことが推奨されている。
しかし、ヘパリン投与中に血小板数が減少した全ての人がHITと判明するわけではない。血小板減少症の時期、重症度、新たな血栓症の発生、および他の要因の有無のすべてによって、HITの可能性は決定される。HITの可能性の予測には、2003年に導入された「4Tスコア」が広く利用されている。スコアは0点から8点の間であり、スコアが0点から3点の場合、HITの可能性は低い。4点から5点は中間的な可能性を示し、6点から8点は可能性が高いことを示している。スコアが高い患者は、より高感度かつ特異的なHITの検査を行うとともに、代替薬による治療を行う必要があるが、スコアが低い人はHITの可能性が極めて低いため、安全にヘパリンの投与を続けることができる。4Tスコアの信頼性を分析したところ、低スコアの陰性的中度は0.998であったが、中スコアの陽性的中度は0.14、高スコアの陽性的中度は0.64であった。したがって、中スコアと高スコアについてはさらなる検査が必要である。
| 要素             | 4Tスコア |
| ---------------- | --- |
| 血小板減少       | 2点: 血小板数の減少が50%以上、かつ最低値が20–100 × 109/L 1点: 減少が30–50%、または最低値が10–19 × 109/L 0点: 減少が30%未満、または最低値が10 × 109/L未満                                                                      |
| 時期             | 2点: 減少が治療開始後5日から10日。過去30日以内にヘパリン投与を受けていた場合、再曝露後1日以内 1点: 減少が10日以後。過去30日から100日の間に投与を受けており、再曝露後1日以内 0点: 以前にヘパリン投与を受けておらず、早期の減少 |
| 血栓症           | 2点: 新たな血栓の発生、皮膚の壊死、全身反応 1点: 進行性、再発性の血栓、潜在性血栓、紅斑状の皮膚病変 0点: 無症状 |
| 他の原因の可能性 | 2点: 他の原因なし 1点: 他の原因の可能性あり 0点: 明確な他の原因あり |

HITの疑いがある患者に対して行われる最初のスクリーニング検査は、ヘパリン-PF4複合体に対する抗体の検出を目的としている。これにはELISAによる実験室検査が用いられる。しかし、このELISA法はヘパリン-PF4複合体に結合するすべての循環抗体を検出してしまうため、HITを引き起こさない抗体を誤検出してしまう可能性がある。したがって、ELISAで陽性となった患者はさらに機能的アッセイで検査される。この検査では患者の血小板と血清が用いられる。血小板は洗浄され、血清およびヘパリンと混合される。その後、試料は血小板の活性化のマーカーであるセロトニンの放出の試験が行われる。このセロトニン放出試験（SRA）で高いセロトニン放出が示されれば、HITの診断が確定する。SRA検査の実施は困難であり、通常は地域の検査機関でのみ行われる。
HITと診断された場合、HITでは深部静脈血栓症がきわめて多発するため、下肢静脈の深部静脈血栓症を特定するための定期的なドプラ超音波検査が推奨される場合もある。

## 治療

HITにおいてヘパリンの代替薬として用いられる直接トロンビン阻害薬アルガトロバン

HITは新たな血栓症の発症の大きな素因となるため、ヘパリンの投与を中止するだけでは不十分である。一般的に、抗体の産生が停止し、血小板数が回復するまでの間、血栓傾向の抑制のために代替的な抗凝固薬が必要である。さらに複雑なことに、最も広く用いられている他の抗凝固薬であるワルファリンは、血小板数が少ないHITの患者ではワルファリン誘発性皮膚壊死のリスクが高いため、血小板数が少なくとも150 x 109/Lに回復するまで使用するべきではない。ワルファリン誘発性皮膚壊死は、ワルファリンや類似したビタミンK拮抗薬を投与されている患者に生じる皮膚壊疽である。HITと診断された際にワルファリンの投与を受けていた患者では、ワルファリンの活性はビタミンKによって対抗することができる。血小板輸血は血栓症のリスクが高まる可能性があるため推奨されない。重大な出血の主要因となるほど血小板数が低下することは稀である。
HITが強く疑われる、またはHITと診断された患者では、ヘパリン投与の代替としてダナパロイド、フォンダパリヌクス、ビバリルジン、アルガトロバンといった非ヘパリン系薬剤が用いられる。これら全ての薬剤が全ての国で利用可能であるわけではなく、またこうした用途のために承認されているわけでもない。例えば、アルガトロバンはイギリスでは最近になって認可されたばかりであり、ダナパロイドはアメリカ合衆国では利用できない。
システマティック・レビューによると、レピルジンによる治療を受けた患者では、対照群と比較した臨床転帰の相対リスク（死、切断など）の低下は0.52、0.42であった。一方、アルガトロバンによる治療を受けた患者では0.20、0.18であった。レピルジンの生産は2012年5月31日に停止された。

## 疫学
ヘパリンを投与されている患者の最大8％でHIT抗体が産生されるリスクがあるが、血小板減少症を伴うHITの発症へ進行するのは1–5%である。その後、その約1/3で動脈血栓症や静脈血栓症が発症する可能性がある。血管手術後では、ヘパリン投与を受けた患者の34%で臨床症状を伴わないHIT抗体産生がみられる。一般集団でのHITの症例の正確な数は不明である。女性患者では、外科手術、特に心臓部の手術後のヘパリン投与はリスクが高いが、出産の直前直後の投与では極めてリスクが低いことが知られている。一部の研究では、低分子ヘパリンを投与された患者ではHITの頻度が低いことが示されている。

## 歴史
ヘパリンが臨床使用が導入されたのは1930年代後半であるが、ヘパリンで治療された患者で新たな血栓症が記載されたのは1957年に血管外科医が両者の関係を報告したのが初めてである。この現象が血小板減少と伴うことが報告されたのは1969年であり、それまで血小板数の測定は日常的には行われていなかった。1973年の報告でHITが診断名として確立され、その特徴は免疫過程の結果であることが示唆された。
当初、HITにおける血小板減少の正確な原因についてさまざまな仮説が立てられたが、徐々に正確な基礎的メカニズムに関する証拠が蓄積されていった。1984年から1986年にかけて、マクマスター大学医学部のJohn G. Keltonらは、HITを確定または除外するための臨床検査を開発した。
治療は当初はアスピリンとワルファリンに限られていたが、1990年代にはHITの再発リスクを伴わずに抗凝固療法が可能な薬剤が多数登場した。古い用語ではHITには2つの型があり、1型（軽度、非免疫性、自己限定的な血小板数の減少）と2型（この記事に記載されているタイプ）に分けられていた。現在、HITという用語は、免疫を介した重症型である2型のみを指して用いられている。
2021年、オックスフォード・アストラゼネカCOVID-19ワクチン接種後の稀な塞栓症および血栓症の説明となる、HITに類似しているがヘパリン曝露を伴わない症状が記載された。この症状はCOVID-19ワクチン（特にアデノウイルスベクターワクチン）に起因する稀な有害事象（100万分の1から10万分の1）であり、血小板減少症を伴う血栓症（Thrombosis with Thrombocytopenia Syndrome、TTS）としても知られている。